# Загродское
Загро́дское (укр. Загродське), до 2016 года — Коммуна́р (укр. Комунар) — посёлок в Новоушицком районе Хмельницкой области Украины.
Население по переписи 2001 года составляло 362 человека. Почтовый индекс — 32624. Телефонный код — 3847. Занимает площадь 0,444 км². Код КОАТУУ — 6823383002.

## Местный совет
32623, Хмельницкая обл., Новоушицкий р-н, с. Ивашковцы